# Meringopus reverendus
Meringopus reverendus är en stekelart som beskrevs av Rossem 1969.
Meringopus reverendus ingår i släktet Meringopus och familjen brokparasitsteklar. Inga underarter finns listade i Catalogue of Life.